# 拉沙佩勒昂瑞热
拉沙佩勒昂瑞热（法語：La Chapelle-en-Juger，亦作，法語發音：[la ʃapɛl ɑ̃ ʒyʒe]）是法国芒什省的一个旧市镇，属于圣洛区。2016年，拉沙佩勒昂瑞热与市镇埃贝克勒翁合并为新市镇泰尔瓦勒。

## 地名
与一般地名中的“en”表示“在……地区”不同，该地名中的“en-Juger”为讹变之形，1250年记载中的“Capella Engelgeri”、圣洛契据登记簿中的“Chapelle Enjugier”、卡西尼地图中的“La Chapelle Enjuger”及二十世纪初当地家庭的各种公证书中的写法均可证明，当地人也通常写作“Enjuger”。
“en-Juger”来自一个强大的诺曼底家族的成员Engelger de Bohon名中的“Engelger”，其源自日耳曼语“Ingelgerus”。

## 地理
拉沙佩勒昂瑞热（49°7'40"N, 1°12'53"W）面积15 平方千米，位于法国诺曼底大区芒什省，该省份为法国西北部沿海省份，西、北、东北三面环大西洋，东起顺时针与卡爾瓦多斯省、奧恩省、马耶讷省和伊勒-维莱讷省接壤。
与拉沙佩勒昂瑞热接壤的市镇（或旧市镇、城区）包括：莱尚德洛克、阿米尼、泰尔瓦勒、勒奥梅达尔特奈、马里尼勒洛宗、勒梅尼勒阿梅、勒梅尼勒厄里、洛宗河畔蒙特勒伊。
拉沙佩勒昂瑞热的时区为UTC+01:00、UTC+02:00（夏令时）。

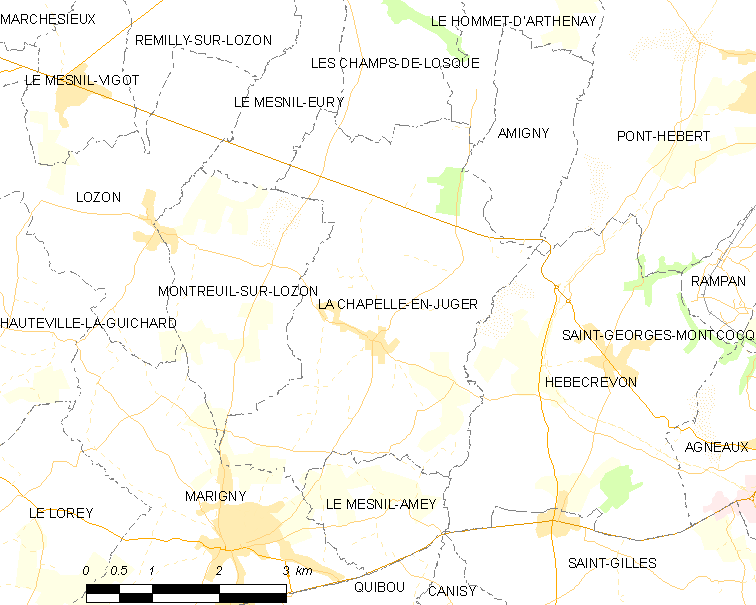
拉沙佩勒昂瑞热的OSM定位图

## 行政
拉沙佩勒昂瑞热的邮政编码为50570，INSEE市镇编码为50123。

## 政治
拉沙佩勒昂瑞热所属的省级选区为圣洛第一县。

## 人口

1962-2008年间拉沙佩勒昂瑞热人口变化图示

拉沙佩勒昂瑞热于2018年1月1日时的人口数量为658人。